# Goniolimon sartorii
Goniolimon sartorii är en triftväxtart som beskrevs av Pierre Edmond Boissier. Goniolimon sartorii ingår i släktet Goniolimon och familjen triftväxter. Inga underarter finns listade i Catalogue of Life.